# Одержимая (фильм, 2024)
«Одержимая» (нем. Des Teufels Bad, дословно «Дьявольская баня») — фильм ужасов режиссёров Вероники Франц и Северина Фиала. Главную роль в фильме исполнила Аня Плашг.
Фильм вошёл в основную конкурсную программу 74-го Берлинского международного кинофестиваля (2024).

## Сюжет
В 1750 году в австрийской деревне женщина по имени Агнес выходит замуж за незнакомца. Она чувствует себя отчуждённой и одинокой в его незнакомом мире. Будучи набожной и эмоциональной, она всё больше изолирует себя от сельской жизни и работы. Не находя выхода из своей внутренней тюрьмы она решается на ужасающий акт насилия.

## В ролях
- Аня Плашг — Агнес
- Мария Хофштеттер — мать Генглин
- Давид Шейд — Вольф
- Наталья Баранова — Ева Шикин
- Лукас Вальхер — Люк
- Клаудия Мартини
- Агнес Лампль
- Камилла Шилия

## Производство
Фильм снят австрийской компанией Ulrich Seidl Film Production GmbH совместно с немецкой Heimatfilm. Производство финансировали Австрийский институт кино, Венский кинофонд, Film Location Austria (FISA) и земля Нижняя Австрия, Немецкий кинофонд, Фонд кино и медиа NRW и Eurimages. Австрийская телерадиовещательная корпорация, Баварская телерадиовещательная корпорация и компания Arte.
В психограмме, созданной Вероникой Франц и Северином Фиала, главную роль сыграла Аня Плашг, которая также написала музыку к фильму. Оператором-постановщиком стал Мартин Гшлахт, Михаэль Пальм смонтировал фильм.
Съёмки фильма длились более 40 дней с 1 ноября 2020 года по 29 января 2022 года в Лицхау, Нижней Австрии и Северном Рейне-Вестфалии. В январе 2022 года съёмки прошли в руинах замка Нойенберг близ города Шеель в коммуне Линдлар. Для сцены казни в декабре 2021 года было задействовано более 400 статистов, чтобы соответствовать исторической обстановке того времени.
Мировая премьера фильма состоялась в феврале 2024 года в рамках 74-го Берлинского международного кинофестиваля, где «Одержимая» претендовала на «Золотого медведя».
В Австрии фильм вышел в прокат 8 марта.